# Videogioco di calcio

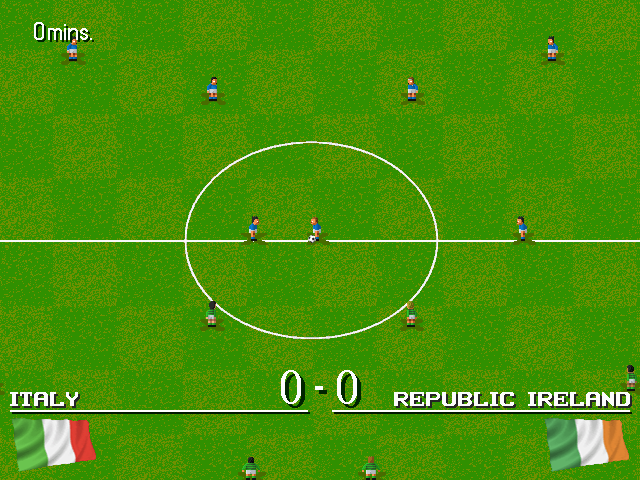
Un'immagine di Yoda Soccer, titolo del 2002 ispirato ai classici dei primi anni '90.

Il videogioco di calcio è un tipo di videogioco sportivo, dedicato in modo più o meno realistico alla disciplina del calcio.
Il genere esiste dagli albori dell'industria videoludica, era molto prolifico per numero di titoli ai tempi d'oro della grafica 2D, ed è sempre di notevole importanza: al 2020, nella classifica dei videogiochi più venduti della storia, titoli calcistici compaiono all'11º (FIFA 18), 18º (FIFA 19), 23º (FIFA 11) e 32º posto (FIFA 13), mentre il primo titolo dedicato a un diverso sport (pallacanestro) compare solo al 35º.

## Storia
Un precoce titolo commerciale che fa esplicito riferimento al calcio è l'arcade Soccer, progettato da Tomohiro Nishikado e pubblicato nel 1973, ma si tratta in sostanza di una variante di PONG, con due racchette per ogni giocatore che dovrebbero rappresentare il portiere e un calciatore.
Con principi di funzionamento simili vennero prodotti in quel periodo anche gli arcade Soccer (Ramtek, 1973), Super Soccer (Allied Leisure, 1973) e World Cup (Atari, 1974) e, per la console Magnavox Odyssey, Soccer (1974).
Tra i primi titoli commercializzati e più somiglianti al vero calcio ci furono per console NASL Soccer (1979, per Intellivision, Mattel), in sala giochi Atari Soccer (1980, Atari) e per computer Hi-Res Soccer (1981, per Apple II, On-Line Systems).
I migliori titoli calcistici cominciarono ad apparire soprattutto quando, grazie allo sviluppo  del mercato dei giochi per computer in Europa, entrarono in scena i produttori britannici.
Tra i primi grandi successi ci fu International Soccer (1983, Commodore 64), spesso riconosciuto come il primo titolo a rendere una simulazione più completa del calcio, per quanto ancora lontana dal realismo, con l'introduzione di calci d'angolo, falli laterali e replay; e Tehkan World Cup (1985, arcade), che si distinse per il fluido controllo tramite trackball.
A cavallo tra gli anni ottanta e novanta, il mercato si espanse proponendo tra i titoli più importanti Emlyn Hughes International Soccer (1988), Microprose Soccer (1988), World Trophy Soccer (1989), Kick Off (1989), Super Soccer (1990), Manchester United (1990), Striker (1992), Sensible Soccer (1992), Super Sidekicks (1993), Goal! (1993).
In particolare la maggiore rivalità per alcuni anni fu tra le serie di Kick Off e di Sensible Soccer, entrambe di produzione britannica.
Da Kick Off derivò anche Player Manager (1990), con un'importante componente manageriale.

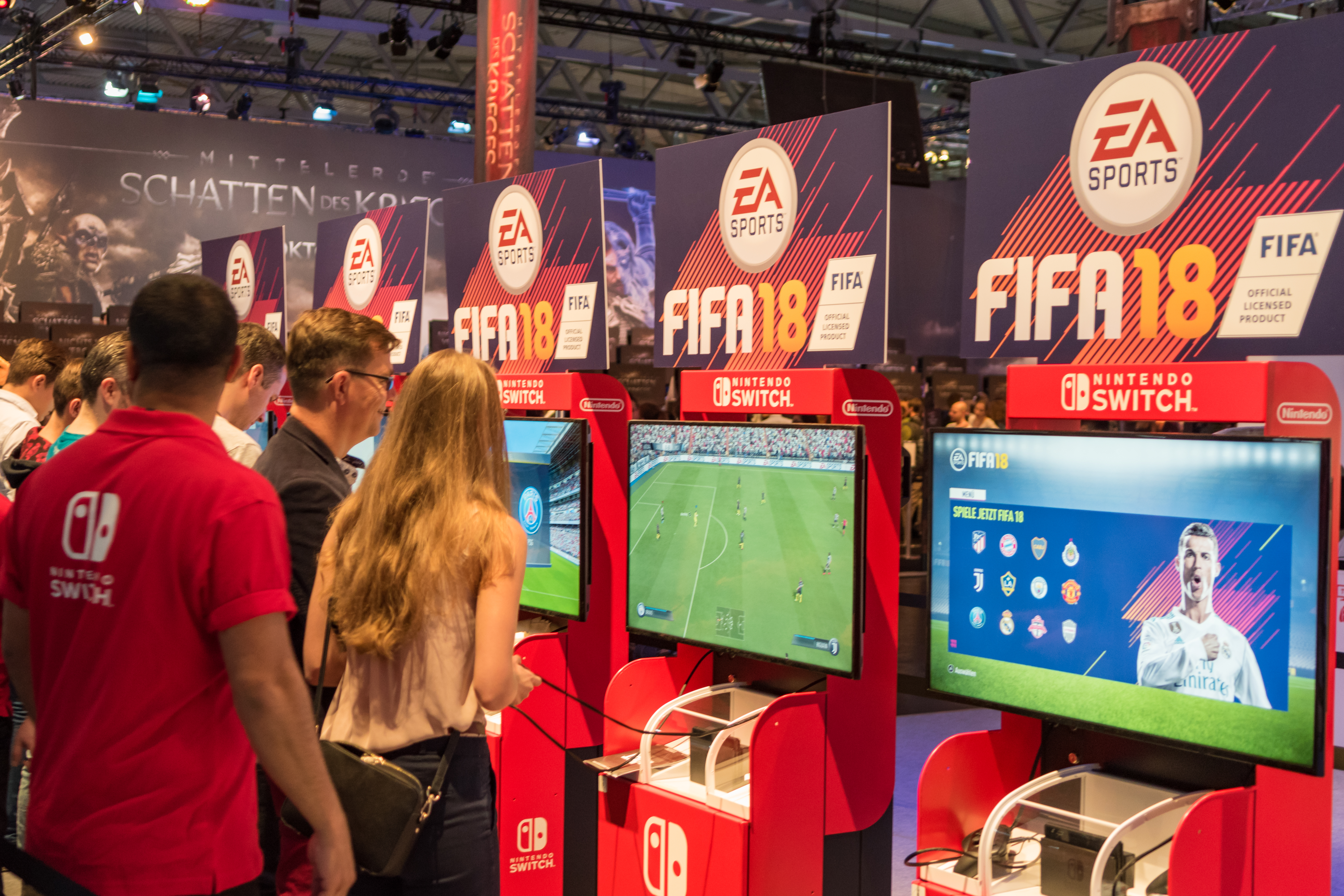
Postazioni di FIFA 18 per Nintendo Switch alla Gamescom

Con l'avvento della grafica 3D poligonale il genere ebbe una grossa riforma strutturale. Tra i marchi più memorabili, sorsero le serie di Virtua Striker (1994-2002), Actua Soccer (1994-1998) e This Is Football (1999-2006).
Nel frattempo si venne a formare un duopolio tra la serie FIFA della Electronic Arts iniziata con FIFA International Soccer (1993), che sfrutta una licenza FIFA, e la serie Pro Evolution Soccer (PES, divenuta negli anni '20 eFootball) della Konami iniziata con International Superstar Soccer (1994); i due marchi si contendono tuttora il grosso del mercato, lanciando un nuovo titolo principale ogni anno per la maggior parte dei sistemi in voga.
Mentre in passato il maggior successo andava a PES, almeno dagli anni '10 la prevalenza nelle vendite è stata conquistata da FIFA.

## Caratteristiche
I videogiochi calcistici moderni presentano, tra le altre, le seguenti caratteristiche:
- Elevata intelligenza artificiale, capace di rilevare in tempo reale fuorigioco e gol fantasma[16];
- Licenza per l'utilizzo di colori sociali e divise di gioco delle squadre;
- Riproduzione dettagliata di calciatori, palloni, stadi, arbitri e pubblico;
- Modalità di gioco plurime: amichevoli, competizioni ufficiali, allenamento, trasferimenti, carriera da allenatore;
- Sistemi di precisione per la battuta di calci d'angolo, punizioni e rigori;
- Possibilità di compiere fino a 3 sostituzioni (come nel calcio reale) invertendo, talvolta, anche il portiere con un giocatore di movimento;
- Per quanto riguarda le sanzioni disciplinare, l'arbitro può espellere fino ad un massimo di 4 calciatori per parte: tale accorgimento è presente nei titoli FIFA dal 2004, evitando l'eventuale sconfitta a tavolino per 5 cartellini rossi.[17]

Un'altra peculiarità riguarda il calcio d'inizio, sempre battuto nel primo tempo dalla squadra che gioca sul proprio campo. Il giocatore può, inoltre, creare scenari ("partite di fantasia") impostando le statistiche dell'incontro (risultato, formazioni, provvedimenti disciplinari, calcio d'inizio). Da menzionare anche la permeabilità tra le piattaforme, che consente di trasferire i dati salvati da una console all'altra.